# 余活力
余活力（1930年—），男，云南石屏人，中华人民共和国政治人物，曾任中共云南省委常委、政法委员会书记，云南省人大常委会副主任。